# Janusz Urbańczyk
Janusz Stanisław Urbańczyk (Kraszewo, 19 de maio de 1967) é um diplomata e prelado polonês da Igreja Católica pertencente ao serviço diplomático da Santa Sé.

## Biografia
Foi ordenado sacerdote em 13 de junho de 1992, pelo bispo Andrzej Józef Sliwinski e sendo incardinado na Diocese de Elbląg. Formou-se em direito canônico.
Ingressou no serviço diplomático da Santa Sé em 1 de julho de 1997 e posteriormente trabalhou nas representações papais na Bolívia, Eslováquia, Nova Zelândia, Quênia e na ONU, em Nova Iorque. Em 12 de janeiro de 2015, foi nomeado observador permanente na Organização das Nações Unidas para o Desenvolvimento Industrial (UNIDO), no Escritório das Nações Unidas em Viena (UNOV), representante permanente na Agência Internacional de Energia Atómica (AIEA) e na Organização para a Segurança e Cooperação na Europa (OSCE).
Além de polonês nativo, é fluente em inglês, italiano, eslovaco e espanhol.
Em 25 de janeiro de 2024, foi nomeado pelo Papa Francisco como núncio apostólico no Zimbabwe, recebendo a dignidade de arcebispo titular de Caorle. Recebeu a ordenação episcopal em 6 de abril de 2024, na Catedral de Elbląg, do Cardeal Secretário de Estado Pietro Parolin, coadjuvado por Jacek Jezierski, bispo de Elbląg e por Michael Wallace Banach, núncio apostólico para a Hungria e seu antecessor nas representações na ONU.